# Ratchet: Deadlocked
Ratchet: Deadlocked (Ratchet: Gladiator a Europa) és un videojoc de plataformes en tercera persona i acció desenvolupat per Insomniac Games i publicat per Sony per a PlayStation 2. És la quarta part de la sèrie i el seu predecessor és Ratchet & Clank: Up Your Arsenal. Va sortir a la venda el 25 d'octubre del 2005 i el 18 de novembre del mateix any a Europa. Al Japó va sortir a la venda el 23 de novembre.
Una versió de l'alta definició per a PlayStation 3 es va posar a la venda el 2013, amb el títol Ratchet: Deadlocked HD (Ratchet: Gladiator HD).

## Història
Ratchet és segrestat juntament amb Clank i Al per 2 executors (dos enemics del joc) i són portats a un programa anomenat "l'hora del terror", ubicat al sector ombrívol, a la vora de la galàxia. Hi hauran de lluitar en diversos planetes complint determinats objectius per sobreviure mentre aconsegueixen audiència al programa d'holovisió.

## Recepció

### Crítica
En general, el joc va rebre crítiques positives. El 2006, Deadlocked es va afegir a la gamma Greatest Hits de Sony per a Amèrica del Nord. De manera similar, es va afegir a la gamma Platinum de Sony per a region PAL el 12 de maig de 2006 i a la gamma The Best del Japó el 29 de juny de 2006.

### Ventes
El 30 de juny de 2007, el joc va vendre més de 2,1 milions de còpies a tot el món.